# Bjarne Kraushaar
Bjarne Kraushaar (* 12. Juni 1999 in Gießen) ist ein deutscher Basketballspieler. Er steht im Aufgebot von Phoenix Hagen.

## Spielerlaufbahn
Kraushaar spielte in der Jugend des VfB 1900 Gießen und wurde am Basketball-Jugendleistungszentrum Mittelhessen gefördert. 2016 gewann er mit dem VfB Silber im deutschen U18-Jugendpokal. Zu diesem Zeitpunkt gehörte er bereits zusätzlich zum Kader der Licher BasketBären und sammelte Spielerfahrung in der 2. Bundesliga ProB. Hinzu kamen Einsätze im Hemd der Basketball-Akademie Gießen.
Zur Saison 2017/18 wurde Kraushaar von Trainer Ingo Freyer ins Bundesliga-Aufgebot der Gießen 46ers berufen und sammelte zudem Spielpraxis in der zweiten Gießener Herrenmannschaft (Gießen 46ers Rackelos) in der ProB. Seinen Einstand in der Basketball-Bundesliga gab er Anfang Oktober 2017 im Spiel gegen die Oettinger Rockets. In den Jahren 2017 und 2018 wurde Kraushaar jeweils als Mittelhessens Nachwuchssportler des Jahres ausgezeichnet. In der Saison 2019/20 nutzte er seine mittlerweile auf rund fünfzehneinhalb Minuten pro Spiel angewachsene Einsatzzeit, um Mittelwerte von 5 Punkten und 2,8 Korbvorlagen zu verzeichnen. 2020/21 sank Kraushaars Einsatzzeit auf rund 13 Minuten je Begegnung, er kam auf 4,2 Punkte pro Partie und verpasste mit Gießen den Klassenerhalt. Dank des Leverkusener Aufstiegsverzichts blieb er mit den Mittelhessen, mit denen er in der Saison 2021/22 Bundesliga-Letzter wurde.
Kraushaar wechselte im Sommer 2022 gemeinsam mit seinem Mannschaftskameraden Tim Uhlemann zum Zweitligisten Phoenix Hagen.

### Nationalmannschaft
2019 wurde er in die deutsche U20-Nationalmannschaft berufen, im Juli 2019 errang er mit der Auswahl bei der U20-EM den dritten Platz. Anfang November 2020 erhielt Kraushaar eine Einladung zur A-Nationalmannschaft.